# Gaspar Fagel

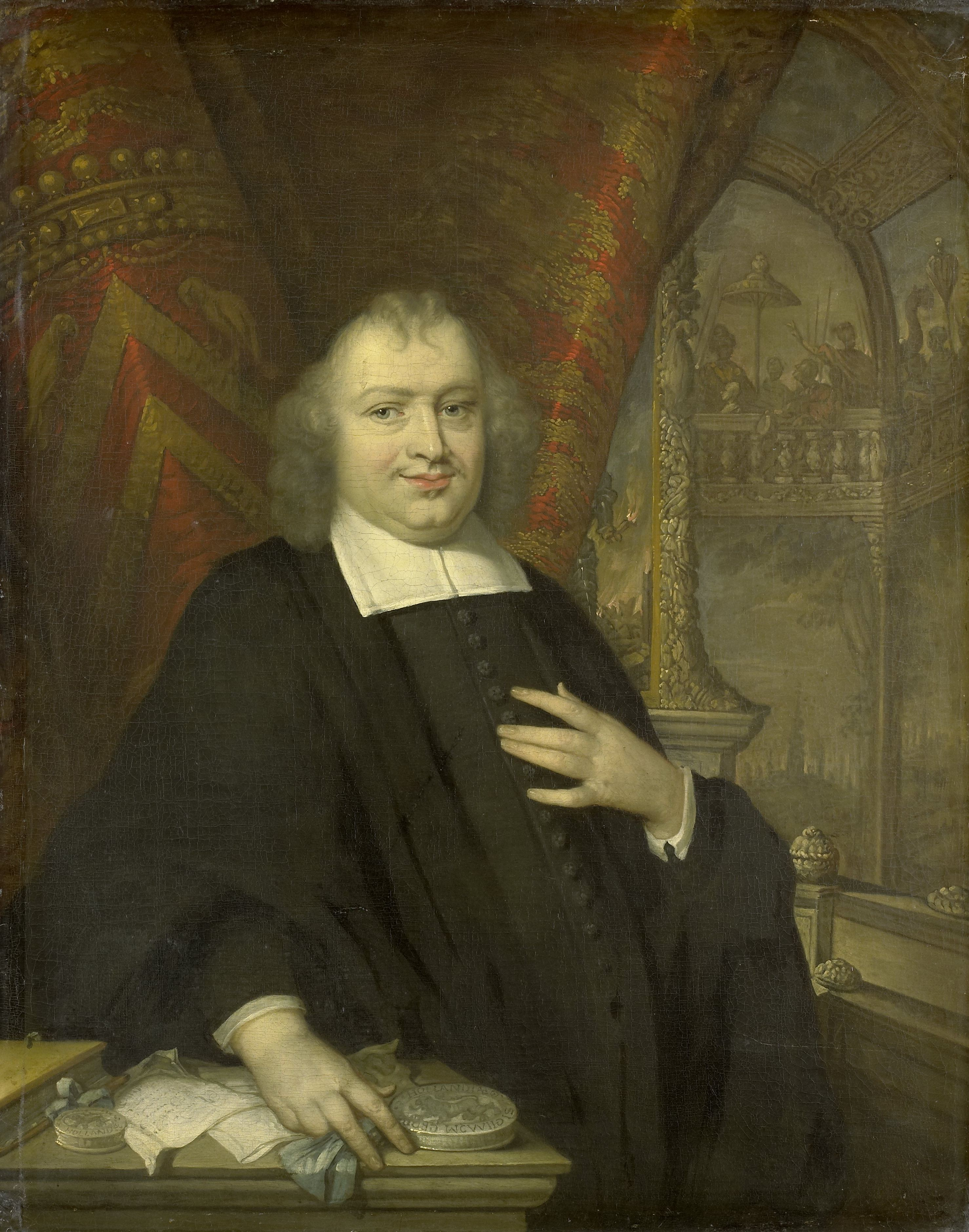
Porträt von Gaspar Fagel, gemalt von Johannes Vollevens

Gaspar Fagel (* 25. Januar 1634 in Den Haag; † 15. Dezember 1688) war ein bedeutender niederländischer Staatsmann und Ratspensionär.

## Leben
Fagel kam aus der edlen Patrizierfamilie Fagel und wurde 1663 zum Pensionär von Haarlem gewählt. Im Jahre 1667 wirkte er gemeinsam mit Ratspensionär Johan de Witt, Andries de Graeff und Gillis Valckenier an der Aufstellung und Durchsetzung des Eeuwig edicts (Jahrhunderterlass), der die oranische Statthalterschaft für alle Zeiten beenden sollte. 1670 wurde er zum Sekretär (Griffier) der Generalstaaten bestellt, ein Amt, für das eigentlich Nicolaes Vivien, Pensionär von Dordrecht und Cousin der Gebrüder Johan und Cornelis de Witt, vorgesehen war. Im Rampjaar 1672, nach De Witts Abdankung und am Tag vor dessen Ermordung, wurde Fagel durch die Generalstaaten zum Ratspensionär von Holland bestellt.
Gaspar Fagel war ein Berater des Statthalter der Niederlande Wilhelms III. in dessen Kampf gegen den König von Frankreich, Ludwig XIV. Auf seinen Antrieb wurde Wilhelm III. am 28. Juni 1672 die erbliche Statthalterwürde der Niederlande übertragen. Auch unterstützte er ihn bei der Glorious Revolution, die Wilhelm III. zum König von England machte.
Sein Neffe war der Feldmarschallleutnant der Habsburgischen Niederlande Baron François Nicolaas Fagel.